# Dumbrăveni
Dumbrăveni là một thị xã thuộc hạt Sibiu, România. Dân số thời điểm năm 2002 là 8411 người.